# Episodi di Der Kommissar (quarta stagione)
La quarta stagione della serie televisiva Der Kommissar è stata trasmessa in anteprima in Germania Ovest dalla ZDF tra il 28 gennaio 1972 e il 22 dicembre 1972.
| nº | Titolo originale           | Titolo italiano | Prima TV Germania Ovest | Prima TV Italia |
| -- | -------------------------- | --------------- | ----------------------- | --------------- |
| 1  | Traum eines Wahnsinnigen   |                 | 28 gennaio 1972         |                 |
| 2  | Die Tote im Park           |                 | 18 febbraio 1972        |                 |
| 3  | Schwester Ignatia          |                 | 10 marzo 1972           |                 |
| 4  | Überlegungen eines Mörders |                 | 24 marzo 1972           |                 |
| 5  | Tod eines Schulmädchens    |                 | 21 aprile 1972          |                 |
| 6  | Toter gesucht              |                 | 12 maggio 1972          |                 |
| 7  | Ein Amoklauf               |                 | 2 giugno 1972           |                 |
| 8  | Der Tennisplatz            |                 | 30 giugno 1972          |                 |
| 9  | Fluchtwege                 |                 | 6 ottobre 1972          |                 |
| 10 | Ende eines Humoristen      |                 | 3 novembre 1972         |                 |
| 11 | Mykonos                    |                 | 24 novembre 1972        |                 |
| 12 | Blinde Spiele              |                 | 22 dicembre 1972        |                 |

## Tod eines Schulmädchens
- Diretto da:
- Scritto da:

### Trama
Al di fuori di un locale di gaming viene uccisa una studentessa.
- Guest star: Pierre Franckh, Helga Anders, Heinz Bennent

### Colonna sonora
- Brainbox, Baby What You Want Me To Do